# 진유현
진유현(1983년 10월 29일~)은 대한민국의 KBS 대구방송총국 소속의 아나운서로, 전직 신문 기자 출신이다.

## 학력
- 대구경동국교(지금의 대구경동초등학교) 졸업
- 대구오성중학교 졸업
- 대구경신고등학교 졸업
- 중앙대학교 중국어문학과 학사(2010년 2월)

## 경력
- 2009년 3월: 《뉴시스》의 신문 수습 기자 입문.
- 2010년 3월: 투비앤 아나운서 이직.
- 2011년 1월: 케이웨더 기상캐스터 이직.
- 2011년 9월: 울산MBC 프리랜서 리포터 이직.
- 2011년 11월: KBS 부산방송총국 프리랜서 패널MC 겸직.
- 2012년 7월: YTN 앵커 이직.
- 2014년 3월: KBS 대구방송총국 아나운서 이직(현재).

## 방송 및 진행
- KBS대구 1FM 아름다운 오후, 네시입니다
- KBS대구 1R 생생 매거진 오늘
- KBS대구 1R 아침의 광장
- KBS대구 1TV 아침마당 대구
- KBS대구 1TV 라이브 오늘
- KBS대구 1TV 밭캐스트
- KBS대구 1TV KBS 뉴스 9 대구·경북
- KBS대구 1TV KBS 뉴스 930 대구·경북

### 드라마
- 2012년 MBC 《신들의 만찬》 - '天上食本' 재현행사의 사회자 역